# Halsring
En halsring er en ring, der enkeltvis eller sammensat med andre ringe benyttes som halssmykker. I visse afrikanske og asiatiske kulturer benyttes halsringe af kvinder med det formål at strække halsen. Strækningen af halsen sker bl.a. ved deformation af skulderbladene grundet halsringenes vægt. Halsringene benyttes som følge af skønhedsidealer.
Brug af halsringe anses normalt ikke at medføre væsentlige helbredsrisici ved fjernelse.
Turisme anses af mange for at være en af årsagerne til, at brugen af halsringe fortsat er udbredt i en række regioner.

Kelterne benyttede snoede halsringe, torques. Moden blev optaget af romerne.